# Historyczność
Historyczność (znaczenia): 
1. Kategoria opisu zjawisk lub osób oznaczająca:
- Realność zjawisk lub osób (np. tzw. problem historyczności Jezusa, historyczności Mahometa, historyczności Króla Artura), czyli ich rzeczywistą obecność w procesie historycznym (dziejach)
- Znaczenie zjawisk lub osób dla procesu dziejowego (np. historyczna chwila, historyczny moment)

2. Kategoria teoretyczna filozofii historii, filozofii kultury i metodologii historii wyjaśniająca znaczenie historii, historiografii i historycznego myślenia dla kultury i człowieka. 
Historyczność oznacza tutaj cechę kultury, którą zauważamy w starożytnej Grecji i na starożytnym Bliskim Wschodzie (Izrael) około VII w. p.n.e. i charakteryzuje się:
- dostrzeganiem konsekwentnej zmienności świata (postrzeganie rzeczywistości w kategorii czasu linearnego a nie cyklicznego)
- badaniem upływu czasu (rocznikarstwo, badania nad kalendarzem)
- archiwizowaniem wiedzy na temat przeszłych stanów świata (kronikarstwo, pamięć historyczna)
- krytyczną analizą wiedzy na temat przeszłych stanów świata (demitologizacja)